# Georges Rolot
Georges-Joseph Jean Baptiste Rolot  (ur. 10 maja 1889 w Commercy, zm. 31 grudnia 1977 w Aloxe-Corton) – francuski lekkoatleta specjalizujący się w biegach sprinterskich.
Rolot reprezentował Republikę Francuską podczas V Letnich Igrzyskach Olimpijskich w 1912 roku w Sztokholmie, gdzie wystartował w czterech konkurencjach. W biegu na 100 metrów z nieznanym czasem zajął w swoim biegu eliminacyjnym miejsca 3-4 i odpadł z dalszej rywalizacji. W biegu na 200 metrów Francuz z czasem 22,7 sekundy zajął drugi, premiowane awansem miejsce w swoim biegu eliminacyjnym. W trzecim półfinale z nieznanym czasem zajął miejsca 2-4 i odpadł z zawodów. W biegu na 400 metrów z nieznanym czasem zajął miejsca 3-6 i odpadł z rywalizacji. W sztafecie stumetrowców Rolot biegł na drugiej zmianie. Ekipa francuska odpadła w fazie eliminacyjnej.
Reprezentował barwy klubu SS Lorrain Nancy.

## Rekordy życiowe
- bieg na 200 metrów – 22,7 (1912)
- bieg na 400 metrów – 52,0 (1910)